# Ingela Strandberg
Ingela Strandberg (ur. 26 lutego 1944 w Grimeton) – szwedzka autorka wierszy, książek dla dzieci, powieści, scenariuszy oraz tłumaczka, dziennikarka i muzyczka. Zdobyła rozgłos dzięki swojej powieści zatytułowanej Mannen som trodde att han var Fritiof Andersson (Mężczyzna, który sądził, że był Fritiofem Anderssonem) w 1983 roku.

## Biografia
Urodzona w Grimeton niedaleko Varberg w regionie Halland na południu Szwecji. Karierę literacką rozpoczęła w 1974 roku, skupiając się początkowo na poezji, która w późniejszym czasie doczekała się tłumaczeń na języki angielski oraz francuski. Jej ostatnią publikacją jest Den stora tystnaden vid Sirius nos (Wielka cisza nosa Syriusza) wydana w 2014 roku. Strandberg wykazuje również zainteresowanie muzyką. W 2000 roku wydała płytę Låt dom aldrig ta dig (Nigdy nie pozwól im Cię zabrać). Poza tym stworzyła w 1993 roku scenariusz do filmu telewizyjnego Błyszczące futro i mocne łapy.

## Nagrody
W 2009 roku Strandberg otrzymała Nagrodę Doblouga, a w grudniu 2014 roku Nagrodę Bellmana za wkład w rozwój szwedzkiej poezji przyznawaną przez Akademię Szwedzką.